# Poprad
Poprad (německy Deutschendorf) je okresní město na severovýchodě Slovenska, v Prešovském kraji, 70 km západně od Prešova na stejnojmenné řece v Popradské kotlině. V roce 2015 zde žilo přes 52 000 obyvatel a bylo tak 10. největším slovenským městem. Město Poprad leží pod Tatrami a proto se nazývá i Vstupní brána do Vysokých Tater.

## Historie
Od dob stěhování národů bylo okolí dnešního Popradu osídleno Slovany. První písemná zmínka pochází z 16. března 1256 v darovací listině uherského krále Bély IV. Ve 13. století město kolonizovali Němci (1244/1268 villa Theutonicalis, 1256 Poprad), kteří postupně získali převahu (1300 Popprat, 1310 Villa Tedescha, 1328 Teutschendorff, 1346 Popradzaza) a stal se na čtyři století německým. V letech 1344–1412 patřil Poprad do Provincie 24 spišských měst a mezi lety 1412–1772 patřil Polsku jako Spišská zástava. V 17. století začal počet Němců klesat. V roce 1812 zde vznikl pivovar. V roce 1871 byla vybudována Košicko-bohumínská dráha. V 1. polovině 20. století zde vznikla vagónka.
Po vzniku Československé republiky Polsko obsadilo Oravu a Spiš. 24. prosince 1918 bylo v Popradu uzavřeno příměří a vytyčena demarkační linie a v lednu 1919 byla sporná území pod československou kontrolou. V roce 1921 zde stálo 276 domů a žilo zde 2881 obyvatel, z toho 1263 Čechoslováků, 1002 Němců, 249 Maďarů a 127 Židů. V roce 1927 se bylo přemístěno sídlo okresu, které bylo dosud ve Spišské Sobotě. V roce 1946 byla k městu připojena sousední Spišská Sobota, která se pak stala městskou částí.
V roce 1942 byl ve městě zřízen sběrný tábor pro Židy a 25. března 1942 byl odtud vypraven jejich první transport do Osvětimi. Poprad byl osvobozen 28. ledna 1945 a po válce se s rozvojem zimních sportů stal výchozím bodem pro výpravy do Vysokých Tater. Na přelomu 50. a 60. let 20. století nastal rozvoj města podmíněný také rozhodnutím komunistického zřízení o sloučení okresů Kežmarok a Poprad. Roku 1999 Poprad neúspěšně kandidoval na pořádání Zimních olympijských her 2006.

## Městské části
V roce 1946 byl k Popradu administrativně připojeny okolní hornospišská města a obce, které dnes tvoří místní městské části:
- Poprad
- Spišská Sobota
- Veľká
- Stráže pod Tatrami
- Matejovce
- Kvetnica

## Náboženství
Ve měste působí Římskokatolická církev, Evangelická církev augsburského vyznání, Řeckokatolická církev, Pravoslavná církev, Apoštolská církev, Bratrská jednota baptistů, Církev adventistů sedmého dne, svědkové Jehovovi a Křesťanské společenství Milost.
Poprad
- Konkatedrála Sedmibolestné Panny Marie (římskokatolický)
- Kostel svatého Jiljí (římskokatolický)
- Kostel svatých Cyrila a Metoděje (římskokatolický)
- Chrám svatých Petra a Pavla (řeckokatolický)
- Chrám Povýšení svatého Kříže (pravoslavný)
- Kostel Svaté Trojice (luterský)
- Sál království svědků Jehovových
- Modlitebna KS Milost

Velká
- Kostel svatého Jana (římskokatolický – salesiáni)
- Kostel Svaté Trojice (luterský)
- Modlitebna Bratrské jednoty baptistů

Spišská Sobota
- Kostel svatého Jiří (římskokatolický)
- Luterský kostel

Matejovce pri Poprade
- Kostel svatého Štěpána (římskokatolický)
- Luterský kostel

Stráže pod Tatrami
- Kostel svatého Jana Křtitele (římskokatolický)
- Luterský kostel

Kvetnica
- Kostel svaté Heleny (římskokatolický)

## Doprava

### Silniční doprava
Z Popradu vedou silnice směrem na Polsko (66), Starou Ľubovňu (66/77), do Vysokých Tater (534) a přes Vernár (66) do Banské Bystrice či Rožňavy. V roce 2008 byl dokončen úsek dálnice D1 Mengusovce – Jánovce, který je částí evropské silnice E50. Městskou hromadnou dopravu zajišťuje 8 linek. V letech 1904–1906 byla mezi Popradem a Starým Smokovcem provozována trolejbusová doprava.

### Železniční doprava
Železniční stanice Poprad-Tatry leží na trati Košice–Žilina. Z této tratě odbočují železniční tratě:
- Poprad-Tatry – Starý Smokovec – Štrbské Pleso (trať je v jízdním řádu pro cestující označená jako trať číslo 183)
- Poprad-Tatry – Studený Potok – Plaveč / Tatranská Lomnica (trať je v jízdním řádu pro cestující označená jako trať číslo 185)

#### Historie železniční dopravy
Trať Košice–Žilina byla vybudována v letech 1870–1872 jako součást Košicko-bohumínské dráhy. Z Popradu do Žiliny bylo první železniční spojení 8. prosince 1871. V roce 1892 byla vybudována trať do Kežmarku a roku 1908 do Starého Smokovce v rámci Tatranské elektrické železnice.

### Letecká doprava
Mezinárodní letiště Poprad – Tatry bylo vybudováno v roce 1938 a od roku 1943 je zde provozována pravidelná doprava. Leží 4 km severozápadně od centra města ve výšce 718 m n. m. a je nejvýše položeným letištěm pro střední a krátké lety ve střední Evropě. V roce 2015 odbavilo 85 100 cestujících.

## Pamětihodnosti
- V historickém centru Popradu je nejvýznamnější památkou gotický kostel svatého Jiljí (také uváděn jako kostel svatého Egídia) postavený na místě staršího kostela stejného zasvěcení. Poprvé byl písemně zmíněn v roce 1326. Uvnitř je renesanční křtitelnice z roku 1646. Vedle kostela stojí renesanční zvonice ze 16. století. Na opěrné zdi kostela je umístěn pamětní deska připomínající, že při okupaci Popradu sovětskými vojsky byl zastřelen Jozef Bonk.
- Kostel sv. Trojice z let 1829–1834 patří Evangelické církvi augsburského vyznání, jednolodní klasicistní stavba s emporami na bočních stranách. Oltář s obrazem Ukládání Krista do hrobu, stejně jako kazatelna, pochází z doby kolem roku 1838
- V parku u nádraží v Popradu je pomník na památku Rudé armády, která město osvobodila v lednu 1945.
- Na Velickém náměstí je památník Nespravedlivě umučených.
- Na největším hřbitově ve Velké je památník umučených v gulazích.
- Při letišti je nedávno obnoven památník SNP.
- Na nádraží na prvním nástupišti je pamětní tabule na první slovenský transport židovských žen a dívek do koncentračního tábora. Podobná tabule je i na synagoze v centru města.

### Pamětihodnosti v městské části Spišská Sobota
Centrum městské části Spišská Sobota je od roku 1950 městská památková rezervace
- Kostel sv. Jiří ve Spišské Sobotě připomínaný v roce 1273, přestavěný jako síňové dvoulodí ve slohu pozdní gotiky do roku 1464. Počátkem 16. století byla přistavěna kaple sv. Anny a sakristie, v roce 1598 pak samostatně stojící renesanční zvonice. Hlavní oltář od Mistra Pavla z Levoče pochází z roku 1516. Varhany z roku 1662 mají 814 píšťal
- Mariánský morový sloup
- Na náměstí ve Spišské Sobotě je umístěn obelisk na památku revoluce z roku 1848 a na památku padlých v 1. světové válce

## Muzea a stálé expozice
- Podtatranské muzeum v Popradě[9]
- Podtatranské múzeum v Popradě, pobočka Spišská Sobota[10]
- Scherfelův dům, expozice věnovaná A. V. Scherfelovi[11]

## Významné osobnosti

### Rodáci
- Lukáš Borzík – slovenský skladatel současné vážné hudby
- Jan Brokoff – barokní sochař a řezbář
- Tomáš Džadoň – slovenský umělec
- Lukáš Fabinus Popradský – lektor školy v Prešově, autor první knihy na Slovensku – Exempla declinationum et conjugationum (1573)
- Mária Gallíková – slovenská malířka
- Ján Gallovič – slovenský herec
- Soňa Godarská – slovenská operní pěvkyně-sopranistka
- Milan Hamada – slovenský literární teoretik a kritik
- Peter Hámor – horolezec (pokořitel 12 osmitisícovek)
- Daniela Hantuchová – slovenská tenistka
- Pavol Hurajt – slovenský biatlonista
- János Husz – evangelický kněz a entomolog – lepidopterolog
- Vojtech Husz – botanik
- Miroslav Ihnačák – bývalý slovenský hokejový útočník
- Matej Jurčo – slovenský profesionální cyklista
- Milan Karabín – bývalý předseda Nejvyššího soudu Slovenské republiky
- Andrej Kiska – prezident Slovenské republiky, filantrop
- Peter Klouda – slovenský hokejový útočník
- Konex, vlastním jménem Daniel Galovič – hip-hopový producent, DJ a raper
- Tibor Kovalík – akademický malíř, organizátor kulturního života Slováků v Kanadě
- Arne Kroták – slovenský hokejový útočník
- Miroslav Lajčák – ministr zahraničních věcí SR
- Gedeon Majunke – slovenský architekt
- Walter Marx – slovenský sáňkař
- Michal Malák – slovenský běžec na lyžích
- Ľubomír Mick – slovenský sáňkař
- Martin Novák – slovenský spisovatel
- Martin Otčenáš – slovenský běžec na lyžích
- Hugo Payer – učitel, publicista, spoluzakladatel a místopředseda Karpatského spolku
- Ľubomír Pichoňský – bývalý slovenský hokejový útočník
- Igor Rataj – slovenský hokejový útočník
- Aurel Viliam Scherfel – lékárník, botanik, chemik
- Jaroslav Slávik – slovenský sáňkař
- Ján Smolko – bývalý slovenský hokejový obránce
- Stanislav Sulkovský – klavírista
- Patrik Ščibran – slovenský hokejový obránce
- Július Šupler – slovenský hokejový trenér
- Roman Tomas – slovenský hokejový útočník
- Karol Toperczer – klavírista
- Miloslav Turzák – slovenský malíř
- Jiří Vala – český herec
- Habart Wittlinger – bývalý slovenský hokejový útočník

### Studovali zde
- Ľudovít Kubáni – slovenský básník, prozaik, literární kritik a dramatik.
- Elena Maróthy-Šoltésová – slovenská prozaička, redaktorka a publicistka.
- Peter Bondra – slovenský hokejový útočník.
- Rudolf Chmel – slovenský politik.
- Zora Kolínska – slovenská zpěvačka a herečka.
- Michal Sýkora – bývalý předseda ZMOS.
- Alexandra Pavelková – slovenská spisovatelka sci-fi literatury, recenzentka a překladatelka.
- Teofil Klas – slovenský básník a překladatel, tajemník Spolku slovenských spisovatelů.

### Působili zde
- Štefan Mnoheľ – slovenský kněz, politik a publicista.
- Štefan Strážay – slovenský básník.
- Ľubomír Goč – slovenský malíř.
- Jozef Majkut – slovenský akademický malíř.

## Sport
- HK Poprad - v současnosti[kdy?] hraje Slovenskou extraligu
- FK Poprad - v současnosti[kdy?] hraje 2. slovenskou fotbalovou ligu

## Galerie

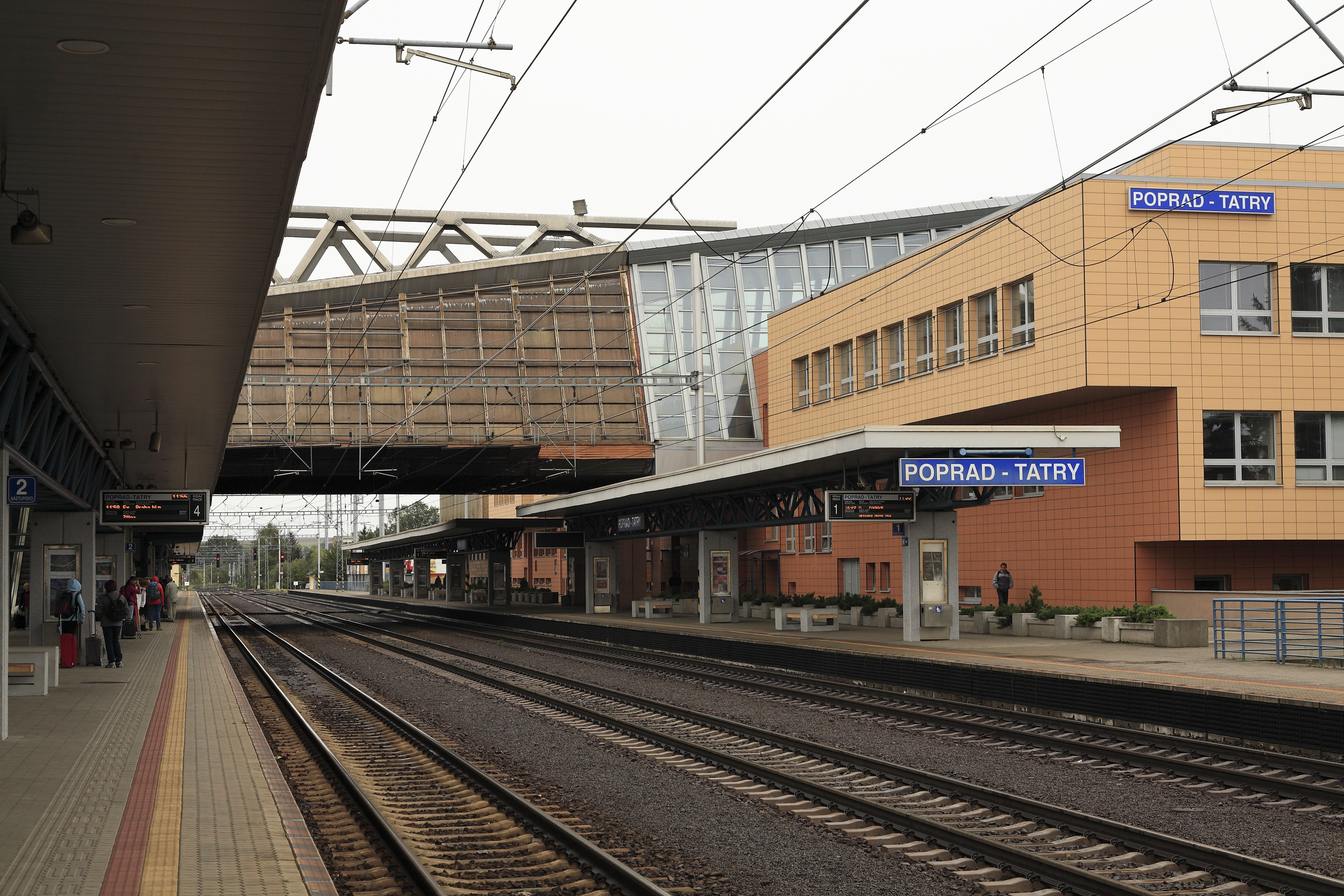
Železniční stanice Poprad-Tatry
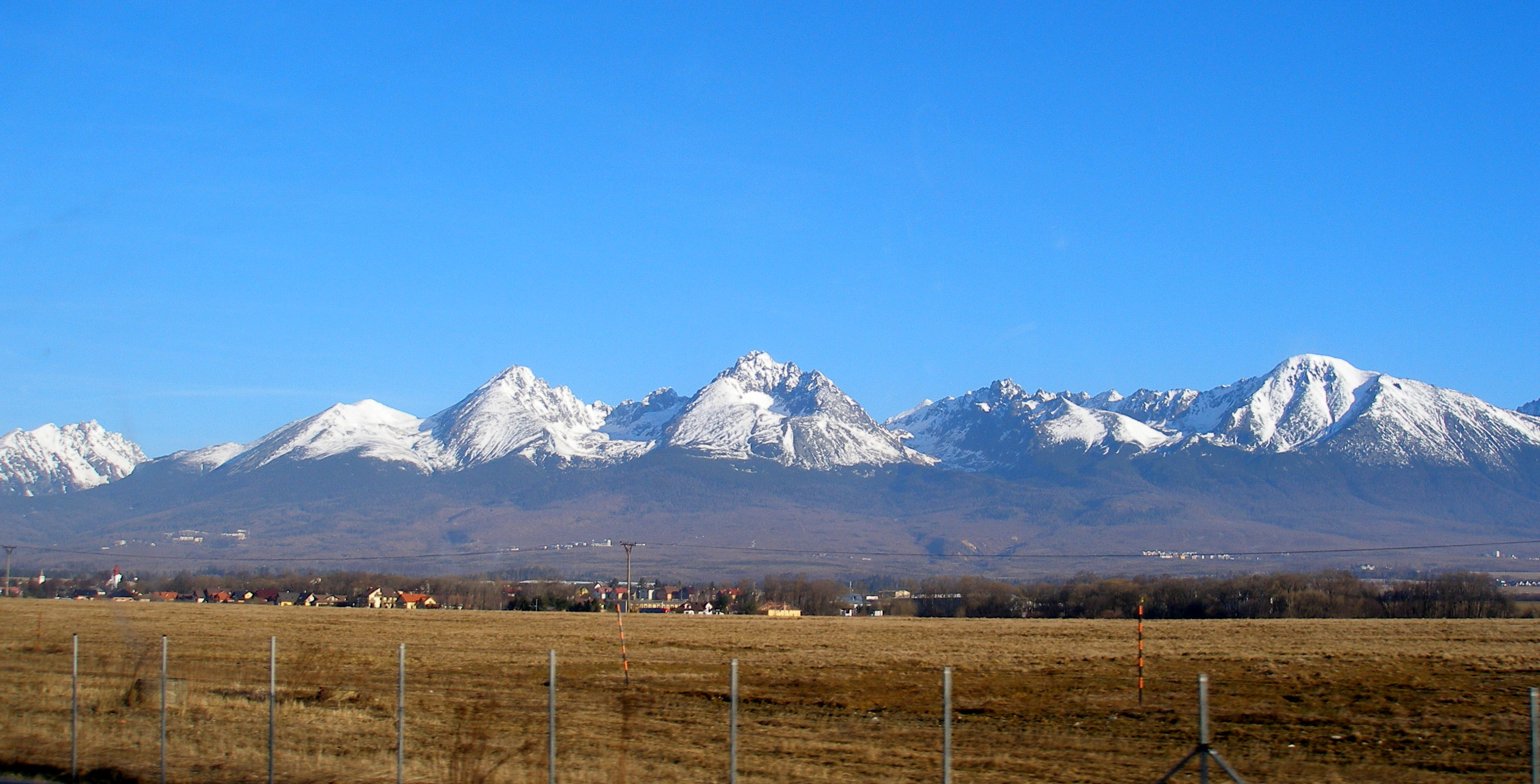
Pohled z Popradu na Vysoké Tatry
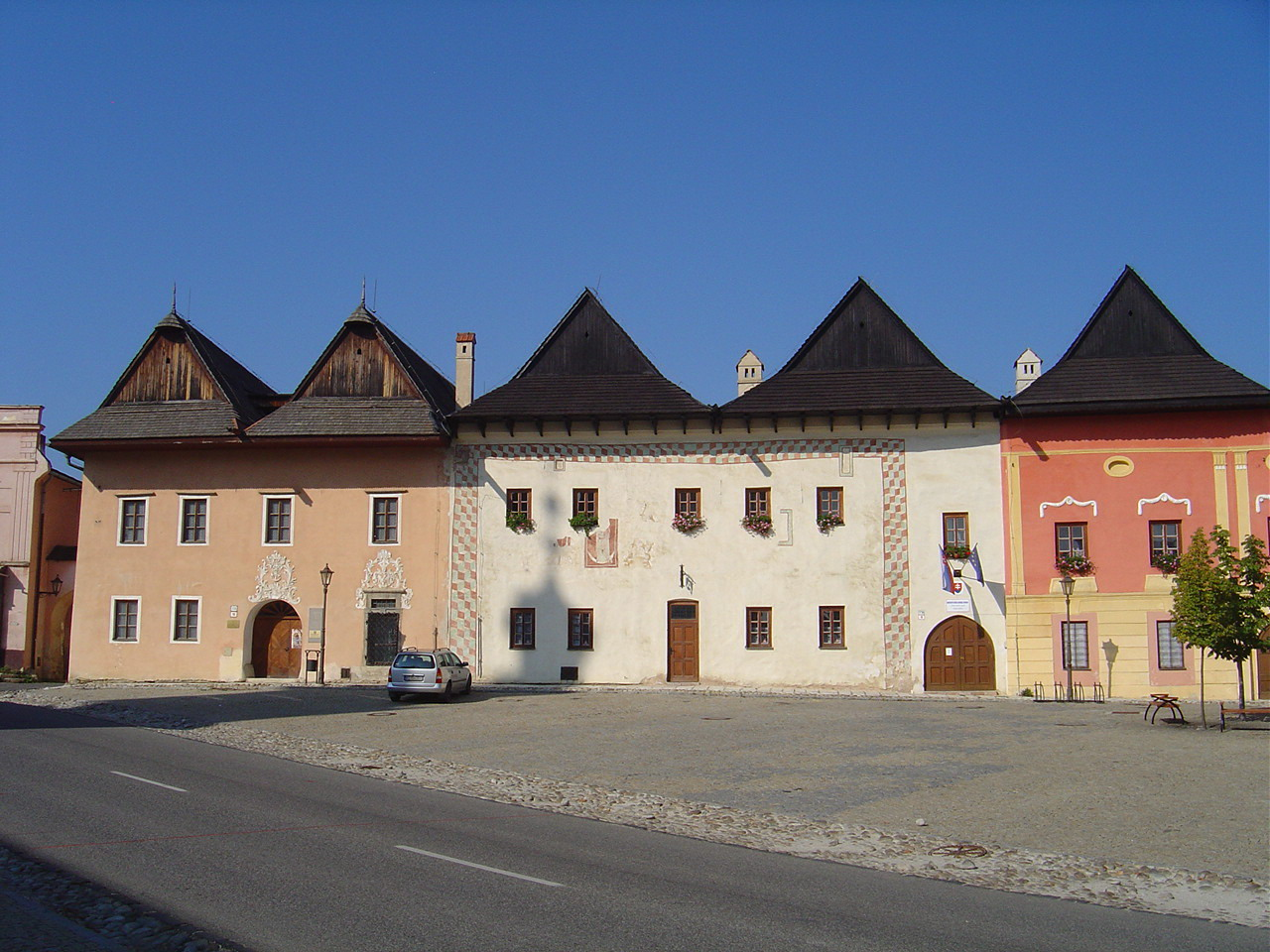
Náměstí ve Spišské Sobotě
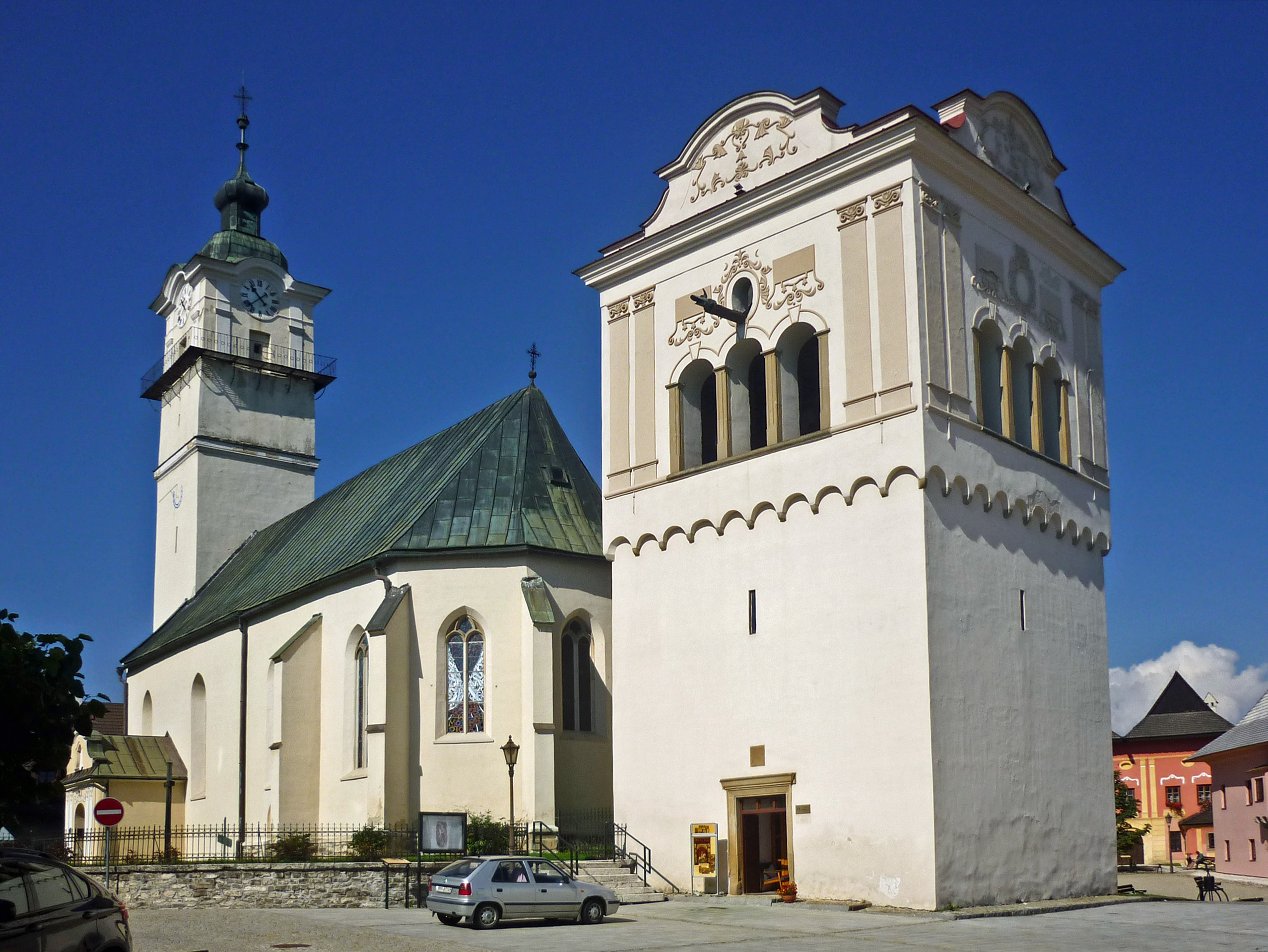
Spišská Sobota, kostel svatého Jiří